# Suzana Lipovac
Suzana Lipovac (* 1968 in Stuttgart) ist seit 1992 Gründerin und geschäftsführende Vorstandsvorsitzende der Menschenrechtsorganisation KinderBerg International Inc.

## Leben
Die Tochter bosnischer Kroaten begann nach dem Abitur 1988 eine Ausbildung zur Europasekretärin. Nach dem Abschluss arbeitete sie von 1991 bis 1992 als Assistenz der Verkaufsleitung bei National Starch & Chemicals/Unilever. Nach einem Aufenthalt in bosnischen Kriegsgebieten gründete sie im Jahr 1992 eine humanitäre Privatinitiative, um Kriegsverletzte und Flüchtlinge zu unterstützen. Daraus ging 1993 zunächst der KinderBerg e. V. hervor. Damalige Projektstandorte waren Bosnien und Herzegowina, Serbien, Kosovo und Mazedonien. 1999 startete Suzana Lipovac das erste zivil-militärische Projekt der Bundeswehr im Kosovo. Im Jahr 2000 folgte die Gründung der KinderBerg International Inc. in New York. Mittlerweile unterstützt die Hilfsorganisation Projekte in Afghanistan, Sri Lanka, Nepal, an der Elfenbeinküste und in den Balkanstaaten.

## Wirken
Suzana Lipovac holte vom Kosovo-Krieg traumatisierte Kinder nach Deutschland und kümmerte sich um vergewaltigte bosnische Frauen. Sie kämpft bis heute mit ihrer Organisation in Krisengebieten gegen die hohe Kindersterblichkeit sowie die Sterblichkeit von Frauen nach der Entbindung. An der Spitze ihres Hilfswerkes ringt Lipovac um die Akzeptanz von humanitärer Hilfe in den einzelnen Staaten. „Man braucht nicht glauben, dass ein Leben ausreicht, um diese Probleme zu lösen. Man kann höchstens Grundsteine zur Besserung der Situation legen und muss Nachfolger suchen, die das Begonnene weiterführen“, sagt sie.

## Ehrungen
- 1994: Künkelinpreis
- 2001: Verdienstmedaille des Landes Baden-Württemberg (seit 2009 Verdienstorden)
- 2009: Europäischer Bürgerpreis
- 2011: Bundesverdienstkreuz am Bande